# Yevhen Buslovych
Yevhen Leonidovych Buslovych –en ucraniano, Євген Леонідович Буслович– (Kiev, 26 de enero de 1972) es un deportista ucraniano que compitió en lucha libre.
Participó en los Juegos Olímpicos de Sídney 2000, obteniendo la medalla de plata en la categoría de 58 kg. Ganó dos medallas de bronce en el Campeonato Europeo de Lucha, en los años 1998 y 2000.

## Palmarés internacional
| Juegos Olímpicos   | Juegos Olímpicos        | Juegos Olímpicos  | Juegos Olímpicos |
| Año                | Lugar                   | Medalla           | Categoría        |
| ------------------ | ----------------------- | ----------------- | ---------------- |
| 2000               | Sídney (Australia)      | Medalla de plata  | 58 kg            |
| Campeonato Europeo |                         |                   |                  |
| Año                | Lugar                   | Medalla           | Categoría        |
| 1998               | Bratislava (Eslovaquia) | Medalla de bronce | 58 kg            |
| 2000               | Budapest (Hungría)      | Medalla de bronce | 58 kg            |